# Oddelek za specialne aktivnosti
Oddelek za specialne aktivnosti (izvirno angleško Special Activities Division; kratica SAD) je paravojaška specialna organizacija, ki deluje znotraj National Clandestine Service, ki je del Centralne obveščevalne službe.
Pripadniki te organizacije večinoma prihajajo iz specialnih sil Oboroženih sil ZDA, nekateri pa so izbrani znotraj same CIE. Izvajajo predvsem take prikrite oz. specialne operacije, za katere uradno ZDA ne vejo in ne podpirajo (med njimi sodijo atentati, vohunjenje, ...).
Urjenje poteka na osnovnem vadbišču CIE Camp Peary in na različnih tajnih vadbiščih v ZDA in po svetu.